# СМП банк
СМП Банк — российский банк, входивший в 30 крупнейших банков России (26-е место по чистым активам по версии «Интерфакс-ЦЭА» на 1 января 2015 года).
Был реорганизован и с 1 января 2024 года присоединён к ПАО «Промсвязьбанк».
Полное наименование — Акционерное общество Банк «Северный морской путь». Был подконтролен братьям Аркадию и Борису Ротенбергам. Банк имел порядка 100 офисов в более чем 40 городах России (10 филиалов). Головной офис находился в Москве.

## Рейтинги
В рейтинге «Индекс впечатления клиента-2010», составленном компаниями «PricewaterhouseCoopers» и «Senteo», СМП Банк находился на 18 месте. По данным «РБК.Рейтинг», Банк занимал 21 место в рейтинге по объёму депозитов физических лиц (на 1 июля 2013 года).

## История
Основан 11 апреля 2001 года. В 2006 году получил лицензию Центрального Банка (ЦБ РФ) на привлечение во вклады денежных средств физических лиц в рублях и иностранной валюте, стал участником системы страхования вкладов. С этого момента банк начал работу с физическими лицами.
В 2007 году получил Генеральную лицензию ЦБ РФ на осуществление банковских операций, а в 2008 году — лицензию на осуществление операций с драгоценными металлами. В 2009 году преобразован в Открытое акционерное общество (ОАО) Банк «Северный морской путь». В том же году получил аккредитацию Государственной корпорацией «Агентство по страхованию вкладов» (АСВ).
30 декабря 2022 г. на фоне российского вторжения на Украину и последовавших за ним санкций СМП банк был продан государственному Промсвязьбанку по высокой цене в 1 банковский капитал (46 млрд руб.).

### Слияния и поглощения
В 2008 году «СМП Банк» приобрёл контрольный пакет акций АО «Мультибанка» (Рига, Латвия). После этого латвийский банк стал называться AS SMP Bank. Однако в 2014 году после введения санкций против «СМП Банка» он был продан. В 2009 году к «СМП Банку» присоединился ОАО «МБТС-Банк» (Международный Банк Торгового Сотрудничества).

## Собственники и руководство
Основные акционеры «СМП банка» до продажи его Промсвязьбанку — российские бизнесмены Аркадий и Борис Ротенберги (на двоих — около 93 % акций). Председатель Совета директоров — Артём Оболенский.

## Спонсорская деятельность
С 2013 по 2016 год банк являлся генеральным спонсором молодёжного хоккейного клуба «Динамо СПб», выступающего в МХЛ. С 2016 года официальный партнёр клуба «Динамо СПб», выступающего в ВХЛ.

## Санкции
В связи с введением в 2014 году США и Евросоюзом санкций в отношении основных акционеров «СМП банка», платёжные системы VISA и MasterCard 21 марта 2014 года заблокировали операции по картам банка. 23 марта платёжные системы признали ошибочность своих действий и отменили своё решение о блокировке. 28 апреля США ввели новые санкции против российских компаний и высокопоставленных чиновников. В число компаний, против которых действуют санкции, вошёл и «СМП Банк».